# Пловце (Вармінсько-Мазурське воєводство)
Пловце (пол. Płowce, нім. Plötzendorf) — село в Польщі, у гміні Старі Юхи Елцького повіту Вармінсько-Мазурського воєводства.
Населення — 40 осіб (2011).
У 1975-1998 роках село належало до Сувальського воєводства.

## Демографія
Демографічна структура станом на 31 березня 2011 року:
|          | Загалом | Допрацездатний вік | Працездатний вік | Постпрацездатний вік |
| -------- | ------- | ------------------ | ---------------- | -------------------- |
| Чоловіки | 18      | 6                  | 11               | 1                    |
| Жінки    | 22      | 4                  | 10               | 8                    |
| Разом    | 40      | 10                 | 21               | 9                    |